# Comuna Ulma, Suceava
Ulma (în germană Ulma) este o comună în județul Suceava, Bucovina, România, formată din satele Costileva, Lupcina, Măgura, Nisipitu și Ulma (reședința).

## Demografie
Componența etnică a comunei Ulma
     Ucraineni (79,44%)
     Români (14,68%)
     Alte etnii (0%)
     Necunoscută (5,87%)
Componența confesională a comunei Ulma
     Ortodocși (93,75%)
     Alte religii (0,37%)
     Necunoscută (5,87%)
Conform recensământului efectuat în 2021, populația comunei Ulma se ridică la 1.873 de locuitori, în scădere față de recensământul anterior din 2011, când fuseseră înregistrați 2.007 locuitori. Majoritatea locuitorilor sunt ucraineni (79,44%), cu o minoritate de români (14,68%), iar pentru 5,87% nu se cunoaște apartenența etnică. Din punct de vedere confesional, majoritatea locuitorilor sunt ortodocși (93,75%), iar pentru 5,87% nu se cunoaște apartenența confesională.

## Politică și administrație
Comuna Ulma este administrată de un primar și un consiliu local compus din 11 consilieri. Primarul, Nicolae Schipor[*], de la Partidul Social Democrat, este în funcție din 1 noiembrie 2024. Începând cu alegerile locale din 2024, consiliul local are următoarea componență pe partide politice:
|  | Partid                           | Consilieri | Componența Consiliului | Componența Consiliului | Componența Consiliului | Componența Consiliului |
|  | -------------------------------- | ---------- | ---------------------- | ---------------------- | ---------------------- | ---------------------- |
|  | Partidul Social Democrat         | 4          |                        |                        |                        |                        |
|  | Uniunea Ucrainenilor din România | 3          |                        |                        |                        |                        |
|  | Partidul Național Liberal        | 3          |                        |                        |                        |                        |
|  | Alianța pentru Unirea Românilor  | 1          |                        |                        |                        |                        |